# Musculus rectus inferior

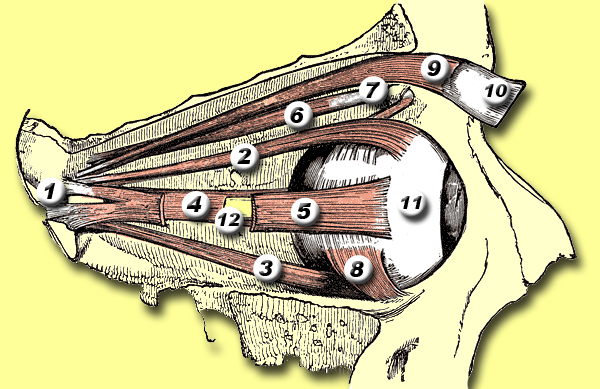
A hármas számmal jelölt izom

A musculus rectus inferior egy izom az ember szemüregében (orbita)

## Eredés, tapadás, elhelyezkedés
Az annulus tendineus communis-ról ered és a szaruhártya (cornea) és az ínhártya (sclera) alsó részén tapad 6.5 mm-re.

## Funkció
Süllyeszti, közelíti és kifelé forgatja a szemet.

## Beidegzés
A nervus oculomotorius idegzi be.